# Rathbunaster
Rathbunaster is een geslacht van zeesterren uit de familie Asteriidae.

## Soort
- Rathbunaster californicus Fisher, 1906